# Sub Signo Libelli
Sub Signo Libelli (SSL), een private press, was een Nederlandse bibliofiele uitgeverij, die was opgericht door Ger Kleis (1940) in 1974 en die in 2012 ophield te bestaan.

## Geschiedenis
De uitgeverij, die een handdrukpers gebruikte, was gevestigd in een boerderij in Geesbrug in Drenthe en wordt algemeen beschouwd als de belangrijkste Nederlandse private press van de tweede helft van de twintigste eeuw. Tussen 1974 en 2010 verschenen 289 uitgaven. Deze uitgaven zijn uitgebreid beschreven door de bibliograaf Ronald Breugelmans in 1983, 1999 en 2013.
In mei 2012 werd de pers overgebracht van Geesbrug naar Gouda, op initiatief van Pieter Stroop, waarmee een definitief einde kwam aan de pers Sub Signo Libelli. Met de pers begon de start van de Drukkerswerkplaats Gouda, die Sub Signo Leonis als drukkersmerk ging voeren - een naam nog verzonnen door Kleis zelf.

## Belangrijkste werken
Kleis heeft enkele belangrijke werken in eerste druk uitgegeven. Daartoe behoren de in opdracht geschreven dichtbundel Capriccio van Gerrit Komrij, veel werk van de dichter Peter Heringa (van wie hij later ook het volledig dichtwerk zou verzorgen) maar ook een tot dan ongepubliceerd romanfragment van Louis Couperus: Zijn aangenomen zoon. Daarnaast heeft hij ook geregeld werk gedrukt van Frédéric Bastet, Boudewijn Büch en James Purdy.

### Werken (selectie)
- Louis Couperus, Zijn aangenomen zoon. 1980.
- Leopold Andrian, Der früheste Morgen. 1982.
- Peter Coret, Vanitas. 1985.
- Zeer kleine Couperologie voor Frédéric Bastet. 1986.
- Frederic Bastet, Aan Elly Ameling. 1996.